# Tetracanthagyna brunnea
Tetracanthagyna brunnea là loài chuồn chuồn trong họ Aeshnidae. Loài này được McLachlan mô tả khoa học đầu tiên năm 1898.